# Fabio Landert
Fabio Landert (* 1989) ist ein Schweizer Stand-up-Comedian.

## Persönliches
Fabio Landert wuchs in St. Gallen. auf; seine Mutter stammt aus Italien. Nach einer kaufmännischen Ausbildung arbeitete er unter anderem als Versicherungsberater und Rollladenverkäufer. Seine ersten Comedy-Texte basierten auf persönlichen Tagebucheinträgen, die er für seine Bühnenprogramme adaptierte. Der Schweizer ist stolzer Besitzer eines Französischen Bulldoggen-Rüden namens Tyson, der gelegentlich auch auf seinen Social-Media-Kanälen zu sehen ist.

## Künstlerische Laufbahn
Landert tritt seit 2018 auf Bühnen und im TV in der Schweiz und in Deutschland auf. Als Newcomer nutzte er seine Tagebucheinträge, um daraus Comedy-Beiträge zu kreieren. Seinen Durchbruch feierte er 2019 mit Auftritten bei der Comedy-Show NightWash, wo er sowohl den NightWash Talent Award als auch den SRF Comedy Best Talent Award gewann. Im selben Jahr wurde er mit dem Swiss Comedy Award in der Kategorie "SRF Young Talents Award" ausgezeichnet.
2021 war er für die Schweiz der Punktesprecher im Format Free European Song Contest.
Seit 2022 führt er sein erstes Solo-Programm Unter die Haut auf. In seinem Solo-Programm überlegt er, was passieren würde, wenn man einfach mal machen würde.
2023 veröffentlichte Landert auf verschiedenen Plattformen wie Spotify seinen Comedy-Podcast Chillin and Killin.
2025 präsentiert Fabio Landert sein zweites Solo-Programm Die verbotene Frucht, mit dem er nicht nur in der Schweiz, sondern auch in Deutschland und Österreich unterwegs ist. In diesem Programm öffnet er die Tür zu einer scheinbar perfekten Welt, in der jedoch Humor und Spaß fehlen. Mit seinem authentischen und trockenen Stil entführt er das Publikum in eine Welt ohne Tabus, in der jeder über alles lachen kann. Das Programm ist eine Einladung, die "verbotene Frucht" zu kosten und sich von gesellschaftlichen Normen zu befreien.

## Auszeichnungen
- 2019: Swiss Comedy Award, Kategorie: SRF Young Talents Award[6]
- 2019: NightWash Talent Award[7]